# Kurt Fiedler
Pour les articles homonymes, voir Fiedler.
Kurt Fiedler, né à Vienne le 3 juillet 1922 et mort dans cette ville le 30 octobre 1984 , est un homme politique autrichien, membre du Parti populaire autrichien (ÖVP), élu au Conseil national.

## Biographie
Kurt Fiedlert est un commerçant qui a travaillé dans l'entreprise de tissus de son père. Il a reçu le titre honorifique de Kommerzialrat (de).
En 1950, il est président du Parti populaire autrichien (ÖVP) pour le district de Döbling. Il est élu au comité exécutif national de l'ÖVP et est membre du comité exécutif national de l'Association économique autrichienne (de). De 1951 à 1962, il est représentant de l'ÖVP au Parlement autrichien et au conseil communal de Vienne, puis, de 1962 à 1979, il est membre du Conseil national autrichien. En 1975, il est élu vice-président de la Chambre économique de Vienne.
Mort en 1984, Fiedler est inhumé au cimetière de Grinzing.